# Alain Bucaille
 (mars 2021).
Pour les articles homonymes, voir Bucaille.
Alain Bucaille, né le 20 novembre 1951 à Paris 8e, est un homme d'affaires français. Il a notamment exercé la fonction de directeur général du groupe Hermès et celle de conseiller auprès de la présidente du directoire d'Areva, Anne Lauvergeon.

## Biographie
Il entre à l’École polytechnique en 1971, puis à l'École des mines de Paris, et il appartient au Corps des Mines.Il exerce plusieurs postes à l'international (dont en Nouvelle-Calédonie, comme directeur des mines et de l'énergie), au Japon et Australie).De retour en France dans les années 1980, il participe à l’instruction de plusieurs réformes fiscales (Crédit d'impôt recherche,Taxe professionnelle, IS).Il est nommé rapporteur de la Commission Recherche & Innovation du 10e Plan.En 1989, il devient directeur au sein du groupe Lafarge (directeur de la stratégie et du développement, puis directeur général de la filiale Lafarge Fondu International en 1992, puis directeur de la Recherche et de l’Innovation en 1995).En 1997, il devient directeur général du groupe Hermès, où il succède à Patrick Thomas qui est lui-même parti prendre la direction générale du groupe Lancaster. Il préside la Commission de la lutte contre la Contrefaçon du Comité Colbert. En 2001, il est remplacé par Fabrice Boé-Dreyfus, un HEC et Loréalien qui sera rapidement remplacé à son tour,.En 2001, il devient conseiller spécial d’Anne Lauvergeon (présidente du directoire d'Areva).En janvier 2006, il est nommé Directeur de la Recherche et de l'Innovation d’Areva.En 2011, il redevient conseiller spécial de Anne Lauvergeon, fonction reconduite avec la présidence de Luc Oursel.
Il enseigne par ailleurs à HEC de 2000 à 2010 sur l'histoire de la pensée, et en particulier sur le lien entre le rationnel et l'émotionnel, puis à partir de 2011 sur les questions énergétiques.
Il enseigne à l’Imperial College London (comme “Visiting Professor”) sur le thème du climat et des mutations technologiques du secteur de l’énergie. Il a à ce titre produit (avril 2010) un document « A global legal framework to meet the Climate Change Challenges » (« Un cadre juridique global pour relever les défis du changement climatique »), présenté au laboratoire des énergies futures (Energy Futures Lab) de l’Imperial College London.

## Prises de position
En termes de prospective de l'industrie nucléaire, Alain Bucaille estime que « Au-dessus  de deux mille réacteurs en service, la mise en œuvre de la technologie des réacteurs à neutrons rapides deviendrait « quasi indispensable » ou « beaucoup plus nécessaire » ». Il estime toutefois que les réacteurs à neutrons rapides auront un coût « plus proche de six milliards d’euros que des un ou deux milliards couramment annoncés ».
Selon lui, le nucléaire pourrait être relancé par la demande en électricité du parc de véhicules électriques et « la mise en œuvre imminente, par la Chine, de nouvelles technologies de captation et de recyclage du CO2 (méthanation, qui permettrait aussi de stocker des énergies intermittentes, mais encore au « stade de recherche préalable »), à des fins de production de pétrole de synthèse, selon un principe comparable à celui de la liquéfaction du charbon; les désordres financiers mondiaux incitent en effet les Chinois à investir une part plus importante de leurs disponibilités vers cette piste d’un haut niveau d’intérêt stratégique ».

## Publications
- Bucaille A (1981) L'idéologie industrielle. Réalités industrielles (Saint-Etienne), (10), 6-50.
- Bucaille A & de Beauregard B.C (1987) Les États, acteurs de la concurrence industrielle: Rapport de la Direction générale de l'industrie sur les aides des États à leurs industries. FeniXX.
- Bucaille A & de Beauregard B.C (1987) PMI: Enjeux régionaux et internationaux. Economica.
- Bucaille A & Oury J.M (1977) Eléments pour une histoire de l'administration et du Corps des Mines (Doctoral dissertation, École nationale supérieure des mines de Paris).
- Alain Bucaille, « L'option possible du recyclage du CO2 », Annales des Mines - Responsabilité et environnement, vol. N° 64, no 4,‎ 2011, p. 76 (ISSN 1268-4783 et 2271-8052, DOI 10.3917/re.064.0076, lire en ligne, consulté le 11 août 2020)
- Alain Bucaille (2006) Public Acceptance ; Revue Générale Nucléaire (RGN)/SFEN N° 1 Janvier-Février 2006 p. 174–174 ; PDF (746.4 KB) (en) |doi=10.1051/rgn/20061174
- Bucaille A (2003) French people and the nuclear 2002-2003: what we know; Les francais et le nucleaire 2002-2003: ce que nous savons (PPT/Sondage d'opinion).|URL=https://www.osti.gov/etdeweb/servlets/purl/20462969
- Alain Bucaille, « L'option possible du recyclage du CO2 », Annales des Mines - Responsabilité et environnement, vol. N° 64, no 4,‎ 2011, p. 76 (ISSN 1268-4783 et 2271-8052, DOI 10.3917/re.064.0076, lire en ligne, consulté le 11 août 2020)
- Lecourtier, Jacqueline, Pappalardo, Michele, Bucaille & al. (2016) , Institut de Recherche et Developpement sur l'energie Photovoltaique - IRDEP (France)], Hadziioannou, Georges, Jacquemelle, Michele, Mermilliod, Nicole, & Saulnier, Jean-Bernard. Synthesis of the 1. ANR Energy Assessment colloquium - Which research for tomorrow's energy ?; Synthese du 1er Colloque Bilan de l'ANR sur l'energie - Quelle recherche pour les energies du futur ?. France. Date=24 aout (44p)
- Kosciusko-Morizet, Nathalie, Reydellet, Daniel, Colliquet, David, Prevot, Henri, Bucaille, Alain & al. (2014)  Europe and energy; Europe et energie. France | date=6 février | page(s) 5-49